# Lebensmittel- und Veterinärinstitut Braunschweig/Hannover
Das Lebensmittel- und Veterinärinstitut Braunschweig/Hannover (kurz: LVI BS/H) ist eines von sechs Instituten des Niedersächsischen Landesamtes für Verbraucherschutz und Lebensmittelsicherheit (LAVES), das im Rahmen der amtlichen Lebensmittelüberwachung tätig ist. Das Institut hat zwei Standorte: Braunschweig und Hannover. Am Standort Braunschweig werden vor allem Lebensmitteluntersuchungen, am Standort Hannover insbesondere Untersuchungen zu Erregern von Tierseuchen, Tierkrankheiten sowie bei Tierschutzfragen durchgeführt.

## Beschreibung und Organisation
Das Lebensmittel- und Veterinärinstitut Braunschweig/Hannover übernimmt an seinen zwei Standorten Aufgaben im Rahmen der amtlichen Lebensmittelüberwachung in Niedersachsen.
In Braunschweig ist der Sitz des Lebensmittelinstitutes. Hier werden schwerpunktmäßig amtliche Untersuchungen von verarbeiteten pflanzlichen und flüssigen Lebensmitteln durchgeführt. Dazu kommt spezielle Analytik nach Bestandteilen von gentechnisch veränderten Organismen in Lebens- und Futtermitteln und in Saatgut. Innovative Methoden wie Biologische Testsysteme, NMR und Next generation sequencing (NGS) werden angewendet, um lebensmittelbedingte Krankheitsausbrüche nachzuweisen.
Am Standort Hannover befindet sich das Veterinärinstitut, das sich vorrangig mit der Feststellung und Bekämpfung von Tierseuchen und anderen infektiösen Tierkrankheiten sowie mit Untersuchungen im Bereich des Tierschutzes befasst. Spezialisiert hat sich das Institut unter anderem auf die Untersuchung von Wildtieren und die Diagnostik von Wildtierkrankheiten.
Das Lebensmittelinstitut in Braunschweig und das Veterinärinstitut in Hannover wurden 2011 unter der Leitung von Brigitte Thoms zu dem gemeinsamen Lebensmittel- und Veterinärinstitut Braunschweig/Hannover (LVI BS/H) vereint. In den eigenen Laboren werden jährlich circa 600.000 Untersuchungen durchgeführt. Es arbeiten rund 200 Mitarbeiter in den Instituten in Braunschweig und Hannover.
Seit 2023 wird das Institut von der Fachtierärztin Gabriele Guder geleitet.

### Ausbildung
An beiden Standorten des Lebensmittel- und Veterinärinstitutes Braunschweig/Hannover werden Veterinärreferendare ausgebildet. Im Veterinärinstitut Hannover kann in verschiedenen Fachbereichen auch der Beruf des Biologielaboranten erlernt werden. In Braunschweig können Bewerber für die Ausbildung zum staatlich geprüften Lebensmittelchemiker den praktischen Teil für das zweite Staatsexamen absolvieren.

## Aufgaben
Die Aufgaben des Lebensmittel- und Veterinärinstitut Braunschweig/Hannover für den gesundheitlichen Verbraucherschutz in Niedersachsen sind vielfältig. Darüber hinaus werden auch Probenuntersuchungen für die Länder der Norddeutschen Kooperation (NOKO), dem Untersuchungsverbund der Landeslabore der norddeutschen Länder Berlin, Brandenburg, Bremen, Hamburg, Mecklenburg-Vorpommern, Niedersachsen und Schleswig-Holstein, durchgeführt.

### Standort Braunschweig
Am Standort Braunschweig des Lebensmittel- und Veterinärinstituts Braunschweig/Hannover werden vorwiegend Lebensmittel untersucht.
Die Proben stammen aus risikoorientierten, gezielten und unangekündigten Probenahmen und werden durch die Behörden der Lebensmittelüberwachung entnommen. In Niedersachsen sind die Lebensmittelkontrolleure bei den Landkreisen und kreisfreien Städten angesiedelt. Die Proben werden aus dem Handel sowie beim Hersteller oder Direktvermarkter gezogen. Dabei kann es sich sowohl um verpackte als auch um lose Waren handeln.
Die Fachabteilungen am Standort Braunschweig mit rund 140 Mitarbeitern haben ihren Schwerpunkt in der amtlichen Untersuchung und rechtlichen Beurteilung von verarbeiteten pflanzlichen und flüssigen Lebensmitteln. Im Einzelnen umfasst dies die folgenden Lebensmittelgruppen:
- Getreide und Getreideerzeugnisse, Brot, Back- und Teigwaren
- Eier, Mayonnaise, Speisefette und -öle
- Honig und süße Brotaufstriche
- Fertiggerichte, Suppen und Soßen
- Nahrungsergänzungsmittel, Sportlernahrung und Zusatzstoffe
- Obst-, Gemüse-, Kartoffel- und Pilzerzeugnisse
- Gewürze, Würzmittel und Aromen
- Getränke aller Art, alkoholische und alkoholfreie Erfrischungsgetränke, Bier und Mineralwasser sowie Wein, Erzeugnisse aus Wein, weinähnliche Getränke und Spirituosen

Weitere Aufgaben sind der Nachweis von Mykotoxinen und gentechnischen Veränderungen in Lebensmitteln. 1993 hat das Braunschweiger Institut mit dem Nachweis von gentechnisch veränderten Organismen in Lebensmitteln als weltweit erste Behörde begonnen.
Im Jahr 2013 konnte das Institut zur Aufklärung des Lebensmittelskandales bei der Verwendung von Pferdefleisch in Lasagne beitragen.
Ebenfalls am Standort Braunschweig ist die Untersuchung und Beurteilung von Weinbauerzeugnissen angesiedelt. Ausgebildete Diplomingenieure für Weinbau und Oenologie unterstützen die zuständigen Überwachungsbehörden u. a. bei den Kontrollen von Produktionsbetrieben sowie des Import-, Groß- und Einzelhandels und untersuchen Wein sensorisch (z. B. auf Korkfehler oder Überlagerung) sowie chemisch-physikalisch auf Inhaltsstoffe.

### Standort Hannover
Am Standort Hannover des Lebensmittel- und Veterinärinstituts Braunschweig/Hannover arbeiten rund 60 Mitarbeiter in der Diagnostik und Bekämpfung von Tierseuchen und anderen infektiösen Tierkrankheiten und im Tierschutz. In zahlreichen Projekten und Kooperationen werden wichtige Erkenntnisse zu verschiedenen Krankheiten und Zoonosen gewonnen, die Bedeutung für die Tierpopulation und den Menschen haben, z. B. Q-Fieber oder Hantavirus.
Das Wildtierkompetenzzentrum Hannover (WiKo Hannover) ist ebenfalls im Hannoveraner Institut angesiedelt. Wissenschaftler haben sich auf die Diagnostik von Wildtierkrankheiten und die Untersuchung von Wildtieren spezialisiert. Diese Arbeit dient dazu, die Ausbreitung von bekannten oder neu auftretenden Krankheitserregern in bestimmten Wildtierpopulationen frühzeitig zu erkennen.
Des Weiteren liefert das Institut Ergebnisse für Monitoring- und Bekämpfungsprogramme zu anzeigepflichtigen Tierseuchen und meldepflichtigen Tierkrankheiten.
Seit 2019 steht dem Institut eine Sektionshalle zur Verfügung, um ganze Tierkörper von Großtieren zur Abklärung der Todesursache zu zerlegen und zu untersuchen.
In der Regel kommen die Proben für das Institut in Hannover von Amtstierärzten oder Tierärzten, aber auch von Jagdausübenden aus ganz Niedersachsen, wenn diese eine anzeigepflichtige Tierseuche oder andere infektiöse Krankheiten bei Tieren vermuten.

### Radioaktivitätsuntersuchungen
An beiden Standorten des Lebensmittel- und Veterinärinstitut Braunschweig/Hannover ist je eine von insgesamt sechs niedersächsischen Messstellen für die Überwachung der Radioaktivität in der Umwelt angesiedelt. Die in den Messstellen gewonnenen Daten werden für Prognosen zur Strahlenbelastung und für Entscheidungen zum Schutz der Gesundheit der Bevölkerung und der Umwelt im Falle eines kerntechnischen Unfalles wie zum Beispiel dem Reaktorunfall von Tschernobyl herangezogen.

## Entwicklung
Im Herzogtum Braunschweig wurde im 19. Jahrhundert die Überwachung des Verkehrs mit Lebensmitteln und Gebrauchsgegenständen der neu gegründeten „Untersuchungsstelle für Nahrungs- und Genussmittel und Gebrauchsgegenstände“ übertragen. Diese Institution wurde dem unter staatlicher Leitung stehenden „Laboratorium für Nahrungsmittelchemie“  des Pharmazeutischen Institutes der Technischen Hochschule Carolo Wilhelmina, das bereits seit dem Jahr 1900 bestand, angegliedert.
Die Untersuchungseinrichtung schied 1948 aus dem Hochschulverbund aus und wurde als selbstständige Dienststelle dem Niedersächsischen Sozialministerium unterstellt. 1993 wurde im Zuge einer Umorganisation der Untersuchungseinrichtungen des Landes Niedersachsen das Staatliche Chemische Untersuchungsamt Braunschweig mit dem Staatlichen Chemischen Untersuchungsamt Hannover und dem Staatlichen Veterinäruntersuchungsamt Braunschweig zum Staatlichen Lebensmitteluntersuchungsamt Braunschweig vereinigt. Am 1. Juli 2001 wurde diese Dienststelle in das neu gegründete LAVES eingegliedert und in Lebensmittelinstitut Braunschweig umbenannt. Durch die Zusammenlegung mit dem Veterinärinstitut in Hannover entstand 2011 das Lebensmittel- und Veterinärinstitut Braunschweig/Hannover.

## Leitung
- 1984 – 2004:   Hans-Joachim Kleinau (Lebensmittelinstitut Braunschweig)
- 1974 – 1990:   Ernst Forschner (Veterinäruntersuchungsamt Hannover)
- 1991 – 2003:   Jörg Pohlschmidt (Veterinäruntersuchungsamt Hannover)
- 2004 – 2011:   Brigitte Thoms (Veterinäruntersuchungsamt Hannover)
- 2006 – 2011:   Brigitte Thoms (Lebensmittelinstitut Braunschweig)
- 2011 – 2022:   Brigitte Thoms (Lebensmittel- und Veterinärinstitut Braunschweig/Hannover)[12]
- seit 2023:   Gabriele Guder (Lebensmittel- und Veterinärinstitut Braunschweig/Hannover)[13]

## Besondere Ereignisse
Zum 100-jährigen Jubiläum der Lebensmittelüberwachung in Braunschweig veranstaltete das Institut 2010 einen Tag der offenen Tür, bei dem auch die damalige niedersächsische Verbraucherschutzministerin Astrid Grotelüschen teilnahm.
Am 19. August 2018 trafen sich die damals amtierende Verbraucherschutzministerin Barbara Otte-Kinast mit Eberhard Haunhorst, Präsident des LAVES und Brigitte Thoms, damalige Institutsleiterin des LVI BS/H, bei dem Blick hinter die Kulissen im Lebensmittel- und Veterinärinstitut Braunschweig/Hannover in Braunschweig.
Am Standort Hannover des LVI BS/H wurde im September 2019 ein neues Laborgebäude eingeweiht. Dadurch entstand eine neue Pathologie auf hohen Standards von Sicherheit und Technik. Die Sektionshalle darf nur durch eine Schleuse in Schutzkleidung betreten und verlassen werden. Der Raum steht unter permanentem leichtem Unterdruck und spezielle Luftfilter sorgen dafür, dass keinerlei Keime oder Viren entweichen können. Eine Schwerlastkrananlage kann Großtiere bis zu 1,6 Tonnen heben. Außerdem sind zusätzlich drei flexible Obduktionsplätze eingerichtet worden und es kann an vier Plätzen gleichzeitig untersucht werden.

## Besondere Veröffentlichungen und Forschungsprojekte
Seit vielen Jahren werden am LVI BS/H diagnostische Untersuchungen und Forschungsarbeiten zu dem Themenbereich nachhaltige Prävention, Diagnostik und Therapie von Zoonosen durchgeführt. Dabei werden vielfältige Erkrankungen bzw. deren Erreger wie Fuchsbandwurm, Tularämie oder West-Nil-Virus bearbeitet.
Der Standort Hannover des LVI BS/H ist an zwei nationalen Forschungsverbünden beteiligt, die durch das Bundesministerium für Bildung und Forschung im Nationalen Forschungsnetz „Zoonotische Infektionskrankheiten“ gefördert werden. In diesen Verbünden arbeiten Arbeitsgruppen aus der Human- und Veterinärmedizin, dem Lebensmittel- und Umweltsektor, der Wildtier- und Vektorbiologie unter Einbindung des öffentlichen Gesundheitsdienstes und des gesundheitlichen Verbraucherschutzes zusammen.

### Verbund Q-Gaps
Der Verbund Q-GAPS, ein Acronym aus „Q fever – GermAn Interdisciplinary Program for ReSearch“, ist ein Verbund aus Wissenschaftlern unterschiedlicher Fachgebiete aus verschiedenen Institutionen, der Untersuchungen zur Epidemiologie, Immunologie, Pathogenese, zu Monitoring und Kontrolle der Zoonose Q-Fieber sowie zum Q-Fieber-Fatigue-Syndrom durchführt. Q-Fieber wird durch das Bakterium Coxiella burnetii ausgelöst und findet sich bei Wiederkäuern wie Schafe, Ziegen und Rinder. Der Q-GAPS-Verbund hat unter anderem zum Ziel die Erstellung eines Q-Fieber-Leitfadens und -Risikobarometers auf Grundlage von Meldedaten aus der Human- und Veterinärmedizin, Handlungsanweisungen bei einem Q-Fieber-Ausbruch, ein Monitoringsystems für die Veterinärmedizin sowie die Entwicklung einer Internetplattform. Der Leitfaden „Gemeinsam stärker gegen Q-Fieber“ ist 2023 erschienen.

### Verbund RoBoPub
Im Verbund RoBoPub (eine Zusammensetzung aus „Rodent-Borne-Pathogens-and-Public-Health“, übersetzt „Nagetier-übertragene Krankheitserreger und öffentliche Gesundheit“) wird zu Hantavirus- und Leptospiren-Infektionen geforscht. Diese Zoonosen werden unter anderem durch Nagetiere übertragen und treten beim Menschen meist saisonal auf, können aber auch in manchen Jahren gehäuft vorkommen. Bei einem milden Verlauf ähneln die Krankheitssymptome einem grippalen Infekt. In schweren Fällen allerdings kann es beispielsweise zu Nierenfunktionsstörungen bis hin zu Nierenversagen kommen. Im Verbund RoBoPub sollen Erkenntnisse über die Ökologie der Hantavirus- und Leptospiren-übertragenden Nager, die Epidemiologie, die Manifestation und Diagnose der Zoonosen, Risikofaktoren sowie Aspekte der Risikowahrnehmung von Ärzten und Bevölkerung untersucht werden. Die daraus resultierenden Risikobewertungen sollen dann die Grundlage bilden für spätere Frühwarnmodule, für ein Risikomanagement und Gesundheitsempfehlungen.

### Next generation sequencing (NGS)
Seit 2018 wurde im Lebensmittel- und Veterinärinstitut Braunschweig/Hannover am Standort Braunschweig mit dem sogenannten Next generation sequencing (NGS) begonnen. Durch diese Technik kann die Erbinformation eines Bakterienstammes, der individuelle genetische Code, entschlüsselt und beispielsweise ein Krankheitserreger eindeutig identifiziert werden. Dadurch kann abgeleitet werden, ob Infektionen an verschiedenen Orten von denselben Bakterienclustern verursacht wurden und ob Zusammenhänge für Ausbruchsursachen bestehen. Die Methode kommt bei der Aufklärung von lebensmittelbedingten Erkrankungen zum Einsatz.